# Famille de Joux
 (août 2024).
La famille de Joux est une famille noble originaire du Doubs.
Ils sont à l'origine de l'édification du fort de Joux désigné pour la première fois en 1039 sous le nom latin de "Miroaltum", puis Mirual (1175), Miroaz (1227), Mirovant (1278), Mirual (1343) mais il garde son nom séquanais de Iors (Strabon en -52), castro jurensi (dès 1111), castrum Juris ou castel de Jor (1228), puis dès 1251 "fort de Joux" ou "chasteau puis château de Joux". Ils doivent leur fief aux seigneurs de Salins qui le tenait de l'abbaye territoriale de Saint-Maurice d'Agaune. Avec le soutien de Frédéric Barberousse, Empereur romain germanique, ils vont considérablement agrandir leur domaine d'origine, composé du château et de Saint-Pierre-de-la-Cluse (aujourd'hui le quartier Saint-Pierre), en direction de Mouthe, de Pontarlier et de Montbenoît qu'ils vont ajouter à leurs possessions d'Usie, de Cicon, de Lièvremont et de Naisey. Riches et puissants ils deviennent propriétaire des "montagnes du Jura" et se font nommer "les puissants seigneurs à bannières du Jura" ou "les sires des forêts jurassiennes".

## Premiers membres
Les premiers seigneurs de Joux apparaissent dans le cartulaire de Romainmôtier. Dans ce document il est cité Nardwin père de Warin/Garin père d'Aldric/Ulric père d'Amaldric/Amauri père de Landry.
Alric, seigneur de Joux. Il est cité dès 979. Aldric, Nerduin et Warin de Joux, vivaient vers l'an 1000. Amauri Ier les appelle "sui antecessores" dans un traité signé vers 1060 avec le monastère Saint-Pierre de Romain-Môtier, dans lequel il est nommé "Amaldicus de Juranis saltibus", Amauri des monts Jura. Son épouse est inconnue, il a Warin/Garin qui suit.
Warin/Garin seigneur de Joux. Son épouse est inconnue, il a Aldric/Ulrich qui suit.
Aldric/Ulric, seigneur de Joux. Son épouse est inconnue, il a Amauri.

## Branche aînée
Une charte de Rodolphe III dernier roi de Bourgogne et de son demi-frère Burchard est paraphée par les témoins Lambert, Rodolphe, Uldoric et Adalbert. Elle est datée de l'an XVII du règne de ce monarque, donc de 1010 ou 1011 puisque ce personnage a succédé à son père Conrad III en 993. Il est possible qu'Uldoric soit un sire de Joux et le père d'Amauri, ce dernier prénom est particulier à cette maison et déjà en 856 un Almaric est témoin du diplôme d'Hartmannus publié à Échallens sous le règne de Louis II empereur d'Occident et le même nom est retrouvé dans une charte datée de 886 de Rodolphe III lorsque ce dernier était comte et marquis.
Les armoiries sont d'or frettées de sable et timbrées d'un bœuf naissant d'or sur un casque ouvert entre deux ailes d'azur.

armes de la maison de Joux

Devise : « Au bœuf », symbole d'une ville municipale romaine, à noter qu'un bœuf et une vache tirant ensemble une charrue étaient symbole d'une colonie.
Adage : Lasciveté de Joux.
Amauri de Joux, (Amaldricus de Juranis saltibus), (1057 - 1083), seigneur de Joux. Il est sans cesse  en conflit avec le prieuré de Romainmôtier qui possède des terres à Bannans et Bretzendans (Sainte-Colombe). En effet Amauri veut soumettre les religieux aux travaux d'entretien et de réparation de son château de La Cluse s'appuyant pour justifier son droit sur le fait que ses prédécesseurs Narduin, Warin et Uldric en avait toujours exigés de même : « Les hommes de Bannans et de Sainte-Colombe doivent contribuer par des corvées aux réparations et à l'entretien de la Cluse, quand elle en a besoin, ou payer, en équivalent, une certaine somme, comme ils avaient coutume de le faire au temps de mes prédécesseurs, Narduin, Warin et Uldric. Ces hommes doivent, se joindre à moi et à mes chevaliers, lorsque l'on est à la poursuite des voleurs relégués dans ces villages et quand je faits la guerre à mes ennemis. Ne sont-ils pas obligés d'enlever les bois qui obstruent les passages, les chemins ? ». Amauri est traduit devant le tribunal de Besançon devant lequel il reconnait ses fautes. Avant 1083 il donne à l'abbaye de Baume l'église Saint-Étienne de Pontarlier. Son épouse est inconnue, il a :
- Landri qui suit ;
- Falcon (ou Gui) ;
- Hugues, chanoine de Besançon de 1110 à 1118. Premier prieur de l'abbaye de Montbenoit.

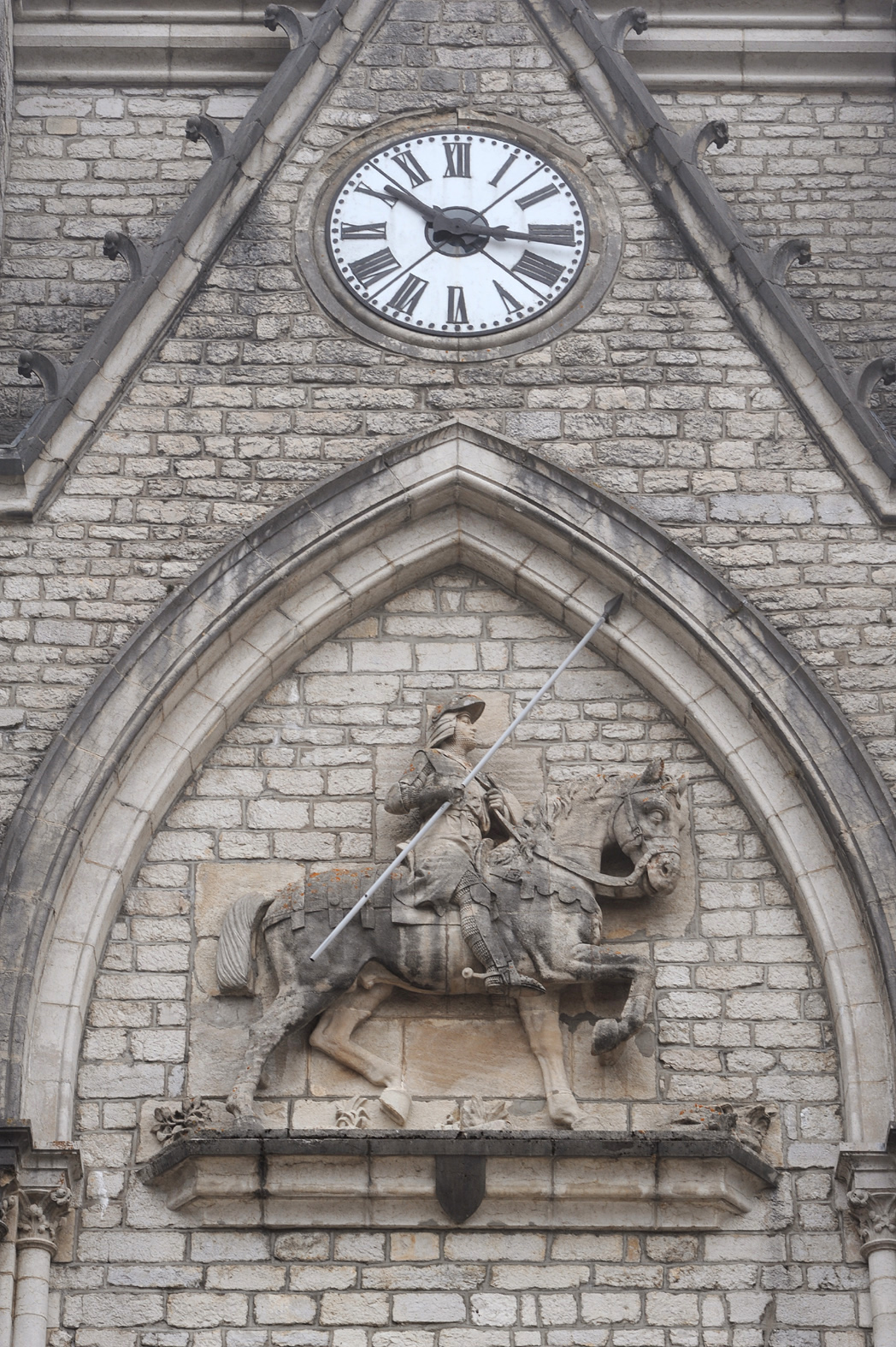
Landry de Joux

Landri de Joux, (Landricus de Jure ou Castro Jurensi ou Castri Jurensi possessor), (1086 - 1110), seigneur de Joux et d'Usie. Aux alentours de 1086 il donne la terre de Sainte-Colombe au monastère de Romainmôtier et sur la demande de son prieur Lambert, il renonce aux prétentions qu'il avait élevé sur les propriétés du couvent à Bursins et à Bougé dans le pays de Vaud. Il fonde en 1100 l'abbaye de Montbenoît de l'ordre de Saint Augustin et lui donne le Val du Sauget ainsi que des droits dans la terre de Joux. La charte de donation de 1169 explique que Landry avait donné « tout ce qu'il possédait dans le lieu de Montbenoît, en forêts, pâturages, eaux et prairies, et autres choses nécessaires aux besoins des serviteurs de Dieu qui y sont établis », dans celle de 1228 Henri de Joux précise que ses droits s'étendent depuis « la combe de la première Oye » jusqu'à « la fontaine de Chadgeslir » puis depuis ce lieu sur l'autre rive du Doubs jusqu'à « la fontaine ronde » et depuis le sommet du « Mont d'Arc » jusqu'à celui du « Mont-de-Say »"". Son épouse est inconnue, il a :
- Amauri II qui suit,
- Louis (?-vers 1100)
- Landri, (? - vers 1109).

Amaury II de Joux, (filius Landrici de Castro Jurensi), (? - après 1140), seigneur de Joux (Mirua) , de La Cluse et d'Usie. À l'image de son ancêtre il commet des exactions sur les biens du monastère de Romainmôtier à Bannans et va jusqu'à tuer le prévôt ce qui lui vaut de comparaitre devant le comte de Bourgogne Renaud II à un plaid qui se tenait à Jougne. Il plaide coupable et en réparation donne au prieur du monastère la terre nommée "vers l'Épine" et une autre à Chaffois, afin de garantir sa conduite il doit envoyer à Pontarlier huit otages. Il accorde aux religieux de l'abbaye de Montbenoît l'exemption du péage de La Cluse et ses droits sur l'hôpital de Pontarlier entre autres dons. Son épouse est inconnue, il a :
- Hugues Ier qui suit,
- Odon, témoin en 1166 de la donation des terres de Quingey et de Liesle à Odon de Champagne de la part de Frédéric Barberousse[3].

Hugues Ier de Joux, seigneur de Joux (Mirua), de La Cluse et d'Usie. Il confirme les donations de ses prédécesseurs et permet aux religieux de l'abbaye de Montbenoît de chasser dans ses forêts du Mont-Jura, de pêcher dans ses rivières et leur cède tous ses droits sur leurs sujets. Il confirme aussi la possession des eaux du Doubs depuis le "moulin Frambert" jusqu'à la source des "Brennes" et leur accorde la libre jouissance du bois voisin du four à poix de l'abbaye. Son épouse est inconnue, il a :
- Amaury III qui suit,
- N..., elle épouse Humbert de Scey.

Amaury III de Joux, (Emmandricus Jurensis, Domini Hugonis filius), (avant 1166 - ?), seigneur de Joux (Mirual), de La Cluse et d'Usie. Il donne à l'abbaye de Montbenoît la moitié des dîmes qu'il a sur les héritages des étrangers habitant Usie et les exempte du droit de banvin. Il est témoin du don du comte de Bourgogne à l'église Saint-Étienne de Besançon en 1170 et se croise la même année pour la troisième croisade. Il épouse Berthe, (1170 - après 1228), de qui il a Henri Ier qui suit.
Henri Ier de Joux, (avant 1196 - 1243), seigneur de Joux (Jurensis, Jor, Miroaz), de La Cluse et d'Usie. En 1196 il donne aux religieux de l'abbaye de Mont-Sainte-Marie le "droit de parcours sur le territoire d'Usie ainsi que l'usage des forêts" et trois ans plus tard il confirme la donation de son père à celle de abbaye de Montbenoît de la moitié de ses dîmes d'Usie, en 1216 il les exemptera du péage de la Cluse. Dans une charte de 1227, où il se dit seigneur du château de Joux également nommé Miroaz, il "accorde à perpétuité, à toutes les personnes portant l'habit et la tonsure de l'ordre de Cîteaux, à leurs voitures et autres choses quelconques, le libre passage dans sa terre pour le remède de son âme et celle de ses prédécesseurs" et l'année suivante, après un pèlerinage à "Saint-Jacques en Galicie" (Saint-Jacques-de-Compostelle), il confirme les dons de ses ancêtres aux religieux de l'abbaye de Montbenoît en les augmentant d'un cens sur les seigneuries de Liévremont, de La Cluse, de la moitié des dîmes sur ses héritages et de l'autorisation qu'il accorde aux sujets de Montbenoit de trouver une épouse sur ces terres. Après sa mort en 1243 il est inhumé dans le chœur de l'église de Montbenoit, à côté de son tombeau, sur une plaque de marbre, il est représenté à cheval armé de toutes pièces et la masse au bras avec ses armes "d'or frettées de sable, timbrées d'un cheval ailé" ; l'écu est supporté par deux anges tenant chacun un écusson, sur l'un est gravé : Da gloriam Deo, sur l'autre : Serva mandata et au-dessus : R.D. vota D.Henrici de Joux, qui hanc abbatiam dotavit, et donationes predecessorum suorum confirmavit MCCXXVIIIque l'on peut toujours admirer dans la nef de l'abbaye de Montbenoit au-dessus de la porte de la sacristie ou il a été placé lors de la réfection de cette dernière. Il épouse Clémence, (? - 1228), de qui il a :
- Amaury IV qui suit,
- Hugues Ier, (1225 - 1268), il fonde la branche d'Usie et prendra le nom d'Hugues Ier d'Usie.

Amaury IV de Joux, (? - après 1292), chevalier, seigneur de Joux (Mirovant) et de La Cluse. Il entre en conflit avec Jean Ier de Chalon, comte de Bourgogne et sire de Salins, en refusant d'entrer dans son hommage et exige un droit de péage important à ceux qui traversent ses terres pour aller chercher du sel à Salins. Dans le même temps il a des ennuis avec Amédée III de Montfaucon, frère du comte de Montbéliard, car celui-ci lui reproche d'avoir acquis d'Odon d'Arguel le fief de Morteau qui releve des Montfaucon. En représailles les deux seigneurs apportent la désolation sur les terres d'Amaury qui doit reconnaitre ses torts. Dans le traité de paix de 1250 il renonce au fief de Morteau, reconnait que son château de Joux et le "rocher" de La Cluse, qui avait été fortifié par le comte Étienne II d'Auxonne, mais aussi les terres de Bouverans, de Courvières, d'Houtaud, de Bonnevaux et de Dommartin relèvent de la mouvance des seigneurs de Salins et renonce à prélever des droits sur ceux qui traversent ses terres pour aller à Salins. Dans le même temps il engage ses terres de Bouverans et de Courvières auprès du comte de Bourgogne pour la somme de mille livres couvrant les frais de guerre. En 1251 il assiste Guillaume II de la Tour, archevêque de Besançon, dans sa reconnaissance des droits de l'abbaye de Montbenoît sur le Val du Saugeois et deux ans plus tard il reçoit la confirmation de l'accroissement de son fief sur le puits de Salins que Jocerand de Brancion lui avait fait. Il épouse en premières noces Luquette, fille d'Étienne de Neublans et de Pétronelle, puis en secondes noces Huguette, dame de Bonnevaux. Du premier mariage il a :
- Henri II qui suit,
- Jean qui fait la branche de Naisey,
- Marguerite, elle épouse Gérard II de Durnes, (? - après 1275),
- Lionnette,
- Anne, elle épouse en 1276 Guillaume de Scey,
- Marguerite, elle épouse en premières noces à Jean de La Sarraz puis en secondes noces Étienne de Vienne, seigneur de Berthelange.

Henri II de Joux, (? - 1294), seigneur de Joux et de La Cluse. En 1250 il jure se conformer aux clauses du traité fait entre son père et les sire de Salins et de Montfaucon, c'est pourquoi il engage le fief d'Usie à la comtesse Laure de Commercy en 1266. En 1282 il participe à l'expédition du comte de Bourgogne pour venger le massacre des français aux Vêpres siciliennes. En février 1295 il fait son testament au château de Joux et choisit sa sépulture au cimetière de l'église de Montbenoit.
Il épouse en 1261 Guillemette de Montbéliard, (? - 1298), fille de Richard IV de Montfaucon et d'Isabelle de Chay, de qui il a :
- Jean qui suit,
- Thierry, chevalier, gardien de Dommartin en 1332 et 1350),
- Guillaume, clerc,
- Jean, chanoine à l'Abbaye Saint-Paul de Besançon,
- Richard, religieux au Monastère de Condat,
- Henri, (? - après 1327), moine à l'abbaye de Cluny,
- Agnès, religieuse cordelière à Besançon,
- Luquette ou Jacquette, dame de l'abbaye de Remiremont,
- Jeanne, (? - après le 24 juin 1319), elle épouse Pierre d'Estavayer, (? - après le 6 mars 1322),
- Marie, épouse Rollin lui aussi co-seigneur d'Estavayer.

Jean de Joux, (? - 18 août 1304), damoiseau, chevalier, seigneur de Joux et de La Cluse. Il teste en 1303 et choisit sa sépulture au cimetière de l'abbaye de Montbenoit avant de s'engager avec son écuyer Aymonin de Venne dans la Bataille de Mons-en-Pévèle. Ils meurent tous deux sur le champ de bataille le 18 aout 1304.
Il épouse Marguerite, fille de Richard de Dampierre-sur-Salon, de qui il a :
- Henri III (?-1326), décédé sans alliance,
- Jacquette, (? - après le 18 décembre 1340), dame de Joux, de Mireval et de La Cluse, elle épouse Jean III de Blonay qui suit. Elle teste pour son fils et ses neveux et nièces au château de Joux le 15 janvier 1340 et choisit sa sépulture dans l'église de l'abbaye de Montbenoit[3].

## Seigneur de Joux de la maison deBlonay
Jean II de Blonay (branche du Chablais), ( - 1358), co-seigneur de Vevey, fils de Pierre II de Blonay et d'Agnès de La Sarraz. Il prend le titre de chevalier, seigneur de Joux dans l'acte d'hommage de 1336 qu'il rend à Jean II de Chalon-Arlay pour "son châtel de Joux, le Molar-devant-Joux (château de La Cluse), que le cuens de Chalon fit bâtir, et la forte place du Molar-dessus-Pontarlier". Il est le fondateur du "bourg neuf dessoubz le chastel de Joux" aujourd'hui dénommé "le frambourg" à la Cluse et Mijoux.
Il épouse le 8 novembre 1322 Jacquette, dame de Joux (?-1340), de qui il a :
- Hugues qui suit,
- Jean V, (? - 1406), co-seigneur de Vevey, seigneur de Bex, il épouse Catherine d'Oron,

Nièces et neveux en faveur de qui Jacquette de Joux testa et que certains auteurs ont pris pour ses enfants :
- Henri, sire de Rahon,
- Rodolphe,
- Perrod,
- Agnelette,
- Guillemette, Juenet,
- Alice.

Hugues de Blonay (?-17 aout 1349), chevalier, seigneur de Joux. Il participe avec Girard de Montfaucon et Pierre d'Estavayer au côté du comte de Montbéliard à la guerre contre le comte de Neuchâtel en 1342. L'année suivante il rend hommage à Jean II de Chalon-Arlay pour "son chastel de Joux, le bourg et appartenance dudit chastel, des montagnes de Miroal, de la ville de Bonnevaux et des appartenances, des montagnes de Galopin et de tout ce qu'il a et peut avoir en la Chau d'Ellie (la Chaux-d'Arlier qui s'étend du Val du Sauget jusqu'à celui de Mièges), en plus du bourg neuf dessoubz le chastel de Joux, de la prévôté du Lac-Dampvautier, toutes les Joux, les montaignes et plaines, et tout le franc-alleus en la chastellenie de Joux, excepté Oye et Doubz" . Il meurt de maladie à Vevey le 17 aout 1349. Il épouse le 5 janvier 1341 Marguerite, fille de Pierre II de Grandson et de Blanche de Savoie, de qui il a Jeanne qui suit.
Jeanne de Blonay, (1347 - 1410), dame de Joux. Elle est dans un premier temps sous la tutelle de sa mère Marguerite et son beau-père Pierre de Billens qui s'institue sire de Joux. Elle épouse en 1365/66 Vauthier de Vienne, (? - 1390), seigneur de Mirebel. Sans héritiers Jeanne vend sa seigneurie à Guillaume IV de Vienne.

## Branche d'Usie
Hugues Ier d'Usie, (1225 - 1268), seigneur d'Usie à la suite du partage des biens paternels et fonde donc la branche d'Usie. Il est le fils d'Henri Ier de Joux et de Clémence. En 1246 il donne à l'abbaye de Mont-Sainte-Marie plusieurs sujets du val d'Usie (près de Bians-les-Usiers). Quelque temps après une guerre éclate entre Amauri III de Joux et Jean Ier de Chalon au sujet de la reprise par le sire de Chalon des biens qui avaient été retirés à sa maison par Frédéric Barberousse. L'issue de la bataille sera néfaste pour Hugues qui se voit obligé de remettre "son chastel et sa terre" à Amédée de Montfaucon, allié au sire de Chalon, jusqu'à ce que le sire d'Usie renonce à ses droits sur les fiefs en litige. À compter de cette époque les sire d'Usie deviendront vassaux des comtes de Bourgogne c'est pourquoi, en 1266, la seigneurie d'Usie qui relevait jusqu'alors des sires de Joux passe sous l'autorité de la comtesse Laure de Commercy. Ce "retrait" dura jusqu'en 1343 où elle fut restituée à Hugues de Blonay, seigneur de Joux. Il épouse Pierrette de qui il a :
- Jean, (? - ?), écuyer en 1250, il épouse Isabelle, fille d'Odon de Châtillon en Bugey, de qui il a Marguerite, elle épouse de Jean de Montferrand, seigneur de La Sarraz, puis Étienne de Vienne, seigneur de Berthelange,
- Henri qui suit.

Henri d'Usie, seigneur d'Usie de 1269 à 1309. Il reprend en 1269 de la comtesse Laure de Commercy le château d'Usie et ses dépendances. Il épouse Mahaut de qui il a :
- Hugues II qui suit,
- Guillaume,
- Henri.

Hugues II d'Usie, chevalier, seigneur d'Usie, et de Mont-Saint-Sorlin de 1312 à 1333. Il épouse Nicole de Clairvaux, dame de Mont-Saint-Sorlin, fille d'Humbert de Cuiseaux et d'Isabelle d'Avilley, de qui il a Jeanne, (? - 1347), dame d'Usie et de Mont-Saint-Sorlin. Celle-ci épouse Guillaume Ier de Rougemont à qui elle apporte les terres d'Usie.

## Branche deNaisey
Jean de Joux, (? - 1304), chevalier, seigneur de Lièvremont, de Coligny et de Chevrel. Il est le fils d'Amaury IV et de Luquette de Neublans. Il épouse en premières noces Hugonette, puis en secondes noces Béatrix, dame de Coligny. Du second mariage il a :
- Jean, seigneur de Lièvremont, il épouse en premières noces Jeanne d'Estrabonne, puis en secondes noces Isabeau de Scey,
- Humbert qui suit.

Humbert de Joux. Il épouse Simone de Gonsans, dame de Naisey, de qui il a Louis qui suit.
Louis de Joux, seigneur de Naisey, cité en 1344 dans un acte dénonçant ses exactions contre l'abbaye de Montbenoît où il est fait état de "damoisel Loys de Joux". En 1350 il est désigné comme étant le fils d'Humbert de Joux puis il est encore cité en 1370 lorsqu'il restitua à dame Regnaude de Joux et à Étienne de Montsaugeon" une terre située à Lièvremont. Il épouse en premières noces Béatrice, (? - après 1368), fille de Perrenet de Chauvirey et d'Isabelle de Nans, puis en secondes noces Gilette, (? - après le 7 octobre 1390), fille de Poinsard de Rans et de Catherine de Cromagny. Du premier mariage il a Humbert II qui suit.
Humbert II de Joux, écuyer, seigneur de Naisey et d'Abbans. Il épouse vers 1377 Guillemette, fille de Jean d'Abbans et de Marguerite de Vergy, de qui il a :
- Jean qui suit,
- Mahaut.

Jean de Joux, (? - 1462), chevalier, seigneur d'Abbans et d'Avoudrey. Il épouse Claude/Claudine, fille de Jacques d'Arbon sire de Chaux-des-Crotenay et d'Anne du Quart dame de Château-Villain, de qui il a :
- Nicolas qui suit,
- Jacques, seigneur d'Abbans, (1419 - 1505).
- Bonne
- Marguerite

Nicolas de Joux, (? - 1er mai 1475), seigneur de Château-Villain par sa mère. Il épouse Claudine, fille de Guyot de Roussillon et de Marguerite de Guiche, de qui il a François qui suit. Il est tué lors de la prise du château d'Orbe par les Bernois pendant la guerre de Bourgogne.
François de Joux, seigneur de Château-Villain. Il épouse en 1484 Adrienne, fille de Guillaume de Cicon et de Catherine d'Haraucourt, de qui il a Anne qui épouse Jean de Grammont.
Celle-ci aura un fils Adrien, qui lui-même aura une fille : Adrienne de Grammont qui demandera en 1604 à son fils Jacques de relever le nom de Joux. C'est elle qui a donné son nom à la tour Grammont du château de Joux. Et ce sont les descendants de cette branche qui sont les « de Joux » actuels, les autres branches s'étant toutes éteintes.